# 十字聖號
十字聖號（拉丁語：Signum Crucis）是許多基督教教派的一種禮儀手勢，常伴隨著嘴巴說出或心裡默念三位一體的公式：「因父，及子，及聖神之名，阿們。」對某些基督徒來說，這個藉由在身體上憑空劃出十字的動作象徵了十字架苦像。有兩種形式，其中一種是用於拉丁禮天主教會、東方正統教會、聖公宗、信義宗、循道宗；另一種形式則被使用於東正教會、東儀天主教會、東方教會、東方禮信義宗。這個記號極少或不被使用於福音派或較近代的新教教派。

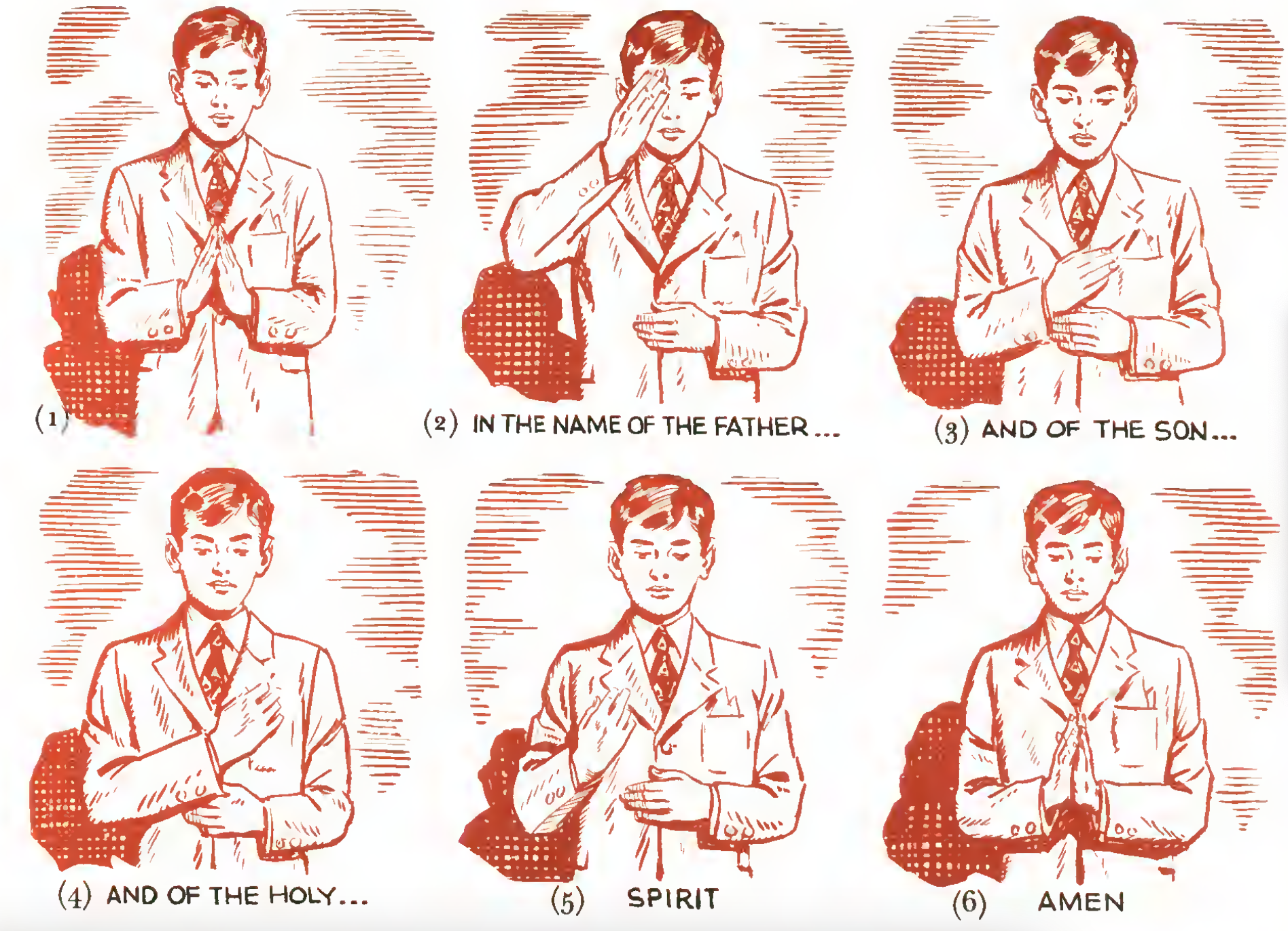
天主教會及部分新教教派畫十字聖號的步驟

## 手勢
手

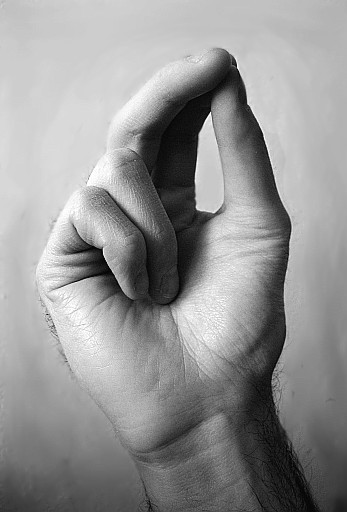
現代劃拜占庭十字聖號手勢的擺放。

西方基督教使用開展的右手。張開的五指代表基督的五傷。雖然這是西方基督教最常見的方法，有時其他的形式也會被使用。西方基督教有時也會使用「小十字聖號」，即在前額、唇、胸口以拇指分別描出小十字並呢喃：「願聖言及於我思、我語、我心。」（英語：May Christ's words be in my mind, on my lips, and in my heart.）這被使用在彌撒中宣讀福音時，以及被廣泛使用於在離開或進入教堂時以聖水劃記，也使用於「大聖號經」的前半部份，即「以十字聖架號，天主我等主，救我等於我仇。」（拉丁語：Per signum Sanctae Crucis // de inimicis nostris // libera nos, Domine Deus noster.）
在東儀天主教會與東正教會，拇指、食指與中指集為一點，象徵聖三（聖父、聖子、聖神/聖靈；三位一體）其餘兩指（保持貼緊手掌）代表耶穌基督的人性與神性。然而，過去的俄羅斯正教會使用兩指為一點、三指貼緊手掌。俄羅斯舊信徒（Russian Old Believers）仍然使用這種方式。東方正統教會（亞美尼亞、科普特、衣索匹亞等）也普遍使用"西方"的方向，即使常常是使用拜占庭的手勢。
動作

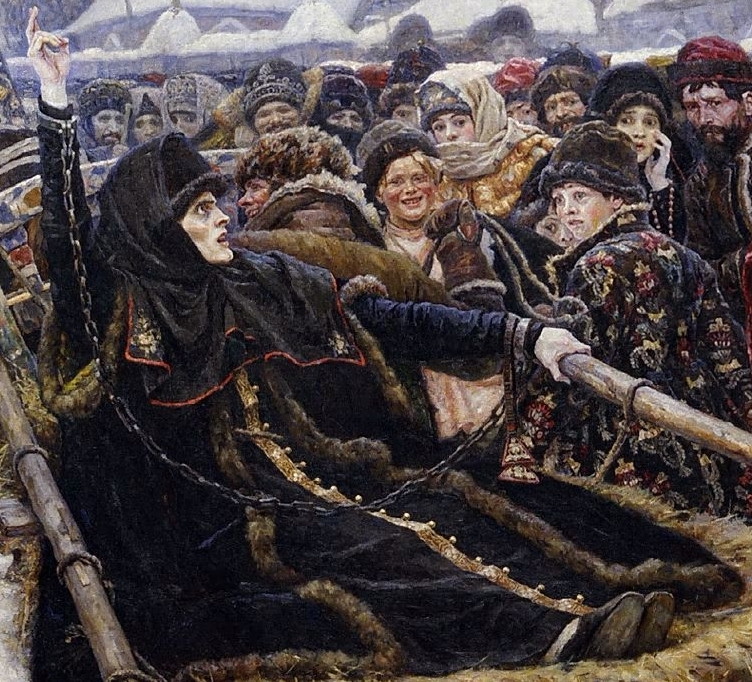
瓦西里·伊萬諾維奇·蘇里科夫的畫作《女贵族莫洛佐娃》一部份，描寫一個正被逮捕的旧信徒違逆地比出兩指手勢（而非三指）。在俄羅斯，直到十七世紀尼康大牧首的改革以前，以兩指劃十字聖號一直是傳統（象徵基督的人性與神性）。三指的強迫實行是持續使用兩指記號的俄羅斯舊信徒分裂的導因之一。

劃十字聖號是依序在前額、胸口偏下與肚臍一帶、雙肩，並同時唸三位一體公式。在前額：「因父」（或拉丁語In nomine Patris)；在前胸、心或腹：「及子」（et Filii）；橫越兩肩：及聖神/聖靈之名（et Spiritus Sancti）；最後：阿們/亞孟（Amen.）。
有許多的解釋，根據教會父老：前額象徵天堂、腹部則象徵人間、雙肩則象徵力量的所在與記號。同時，手向前額則可視為祈禱者為智慧向聖父；手向腹部為向降生成人的聖子；向雙肩作為向聖神/聖靈的祈禱。

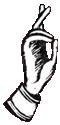
舊信徒（Old Believers）在劃十字聖號的手勢。

也有一些不同的劃法：例如先將右手蘸聖水；從一肩移到另一肩後會再回到腹部；或是劃的同時誦唸祈禱（例如天主經（主禱文），或簡單的一句“上主，求你垂憐”（垂憐經）；在某些文化中會親吻手或手指作為總結。
順序
狄奧多略（Theodoret, 393–457）作了以下的講述：
這是以你的手在他們上劃出十字記號降福他們的方法。捏住三指，平齊聚在一起，代表聖三：天主父、天主子、天主聖神。這些並非三個神，而是一個三位一體的神。名稱是分開的，但神性是獨一的。聖父決不降生為人；聖子降生為人，但不創造；聖神/聖靈也不降生、也不創造，但由神性所發：三位在唯一的神性之內。神性為獨一的力量，有獨一的榮耀。他們接受一切受造物的崇敬，無論天使或人。因此規定用這三指。
你們應該輕輕維持兩指彎曲，而非伸直。這是因為這兩指代表基督的兩性：神性與人性。天主中的神性，與降生為人中的人性，兩者中仍完滿。較高的一指代表神性，而較低的為人性；這救贖來自於較高的指而來到較低者。這是手指彎曲的解釋，為朝拜從天堂降來的我們的救贖。這是你們之所以必須自劃十字並降幅，如同聖父所命令的。
教宗諾森三世（1198–1216）作了以下的講述：
十字聖號由三指所劃，因為這標記由聖三的祈願所共同完成……這是它如何作的：從上到下，而從右到左，因為基督由天上降到地上，並從猶太人（右）到外邦人（左）。
然而其他人劃十字聖號由左到右，因為我們必經歷苦難（左）獲得光榮（右），如同基督經歷了死亡獲得永生，從地獄到天國。[有些司祭]以這種方式，故他們與人民同樣以這種方式劃記。你們可以輕易地證明這——描繪出面對眾人給予降福的司祭——當我們做此十字聖號於眾人，他是由左而右的……
包括在天主教百科全書中十字聖號（页面存档备份，存于）一文的作者賀伯特．瑟斯敦（Herbert Thurston）的在內的一些作家認為這是東方與西方的基督徒將手由右肩移到左肩的原因。然而，瑟斯敦表明這個論點並非完全不容置疑。他引用了另一位傾向於諾森三世上文所提意見的禮儀學者，以及貝列斯（Belethus）、西卡多（Sicardus）與杜蘭都（Durandus）的那些常用以證明此意見的文章。這些作家認為應是劃在前額與物品上的小十字由右而左自然的動作，而非從一肩到另一肩的大十字。
現今西方基督教與東方正統教會的基督徒是先碰觸左肩而後右肩。東正教會及東儀天主教會的基督徒則是先右後左。一本希臘的教義問答集嘗試對拉丁與希臘習慣的差異做出解釋：右側與神聖相關，而心臟（在左側）則與靈魂相關，所以那些提到聖神/聖靈時使用拉丁語"Spiritus Sancti"（名詞在形容詞前）的人會先碰觸左肩，但那些使用希臘語""（形容詞在名詞前）的則相反。

## 聖號的使用
十字聖號可劃在各自的身上作為一種禱告的形式，也可由神職人員劃在他人或物品上作為降福、祝聖的動作。司鐸規定使用右手降福，而主教雙手都可同時使用，左手的動作則是右手的鏡射。雖然一般人不論時地都可以在自身劃的十字聖號，但神職人員按照禮儀只能在特殊的時刻和合乎慣例的場合（見下方）劃記。
在如天主教會的彌撒等禮儀中，聖號在某些狀況下被要求使用：信徒在致候禮時、宣讀福音前（在前額、唇、心上的小十字）、禮成的降福禮時劃記；彌撒中灑聖水時、領聖體後懺悔的總結、和領完聖體後祈禱的總結則是個人各自劃記。主祭在祝聖體、血時在唸基督最後晚餐所說的話前會在餅、酒上劃記。在傳統拉丁彌撒中司祭會在"Canon of the Mass"時在餅上劃記25次，10次在祝聖前，15次在祝聖後。在保祿六世彌撒（現代彌撒）中則只會在祝聖前劃記一次。司祭也會在執事宣讀福音前對執事劃十字聖號降福，另一個劃記的時間點則是彌撒禮成時。
天主教會的主教在降福一大群人時會劃三次，因父及子及聖神之名。
在東方的傳統中，主祭和群眾比西方基督教會更經常劃十字聖號。在某些東方傳統中傳統上會在Ektenia禮儀中的祈禱在某個祈禱意向或提到某個聖人的名字後劃十字。十字聖號也常在進出教堂時、開始與結束祈禱時、通過祭壇（代表基督）前時、提到聖三中三者時、接近聖像時劃記。

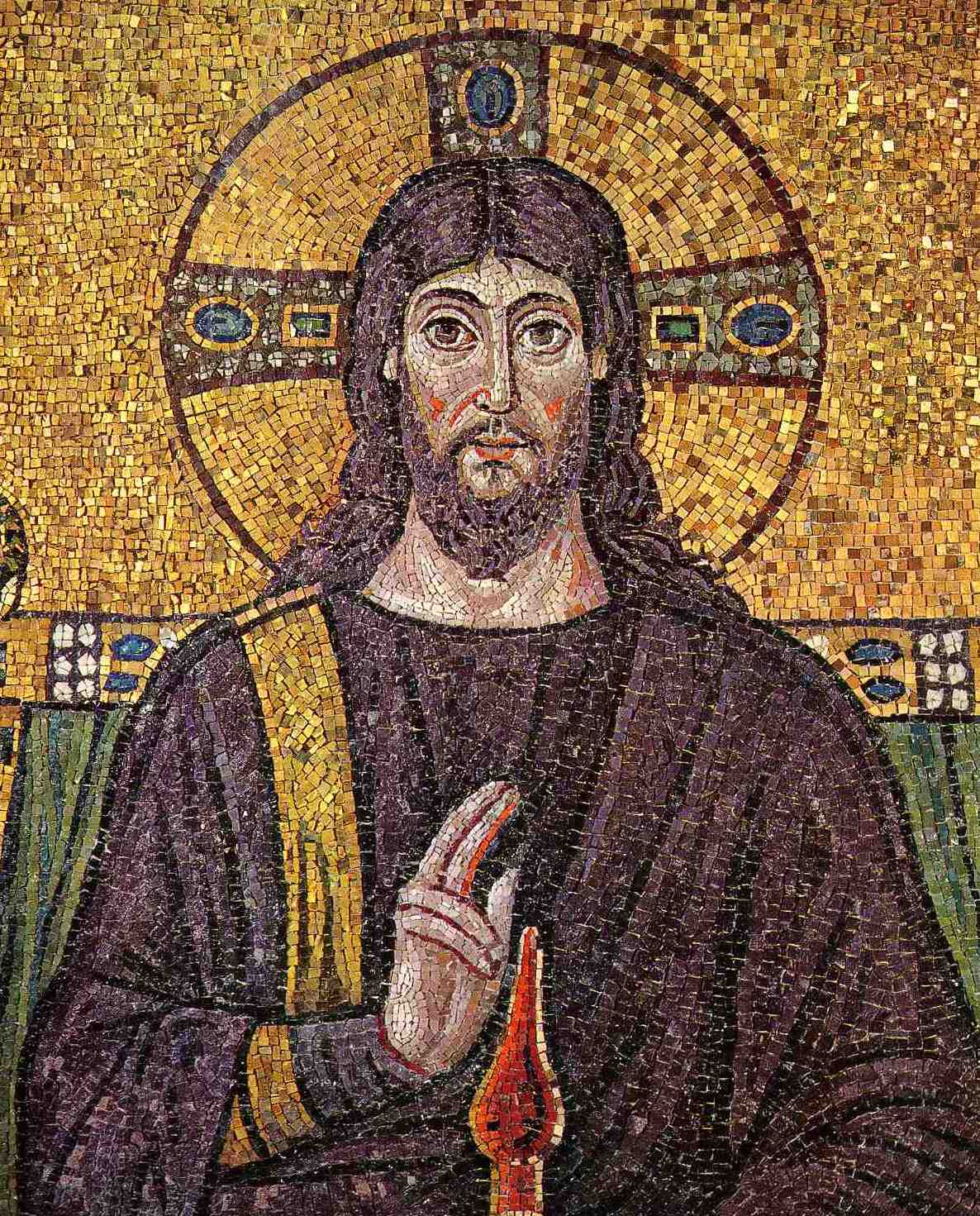
拉文納馬賽克，六世紀作品：描繪耶穌像基督教的司鐸降福時右手朝外劃十字聖號（Christ Pantocrator）。

當一個東正教會或東儀天主教會的主教或司鐸以十字聖號降福時，會以此種方式握住右手手指，形成耶穌基督的希臘文縮寫“ΙϹ ΧϹ”：小指伸展為“Ι”；食指與中指伸起，中指微屈，兩指形成“Χ”；拇指碰觸放低的第三指表示兩個"Ϲ"。當一個司鐸以十字聖號降福時，他會舉起右手並將手指按照上述方式擺放，然後將手往下移動，接著往左，最後往右。主教會用兩隻手降福（除非他拿著聖物，譬如十字架、聖杯、福音書、聖像等等）用同樣的方法握住兩隻手，但當他將右手往左移時，左手同時往右移，兩手交叉、左在右前，然後右在左前。司鐸與主教的降福由三個動作構成，因聖三的光榮。
有些基督徒會用一種習慣式的方法劃十字聖號，例如：在回應察覺到的褻瀆時、或是在某些有不確定因素的事情發生前或發生時尋求天主/上帝的祝佑時。在拉丁國家中人們常常在公眾場合劃聖號。
運動員會在進場前或比賽集合時被看到畫十字。
在虔誠基督徒的社會中十字聖號在每天的各個活動中都被使用。例如在加東西後攪拌前用湯匙劃十字、將食物放進烤箱時祝福食物、陶工製作陶器前祝福陶土、在將麵包切片前用刀在上劃十字，因為麵包被認為代表基督的身體。
在迫害期間（如羅馬尼亞社會主義共和國），有些信徒會藉由用舌頭在口內仿劃十字來隱藏手勢。

## 十字聖號的起源
基督教的十字聖號起初只有用右手拇指在前額劃記。
這個動作的痕跡流傳下來：有些基督徒在彌撒中聽福音前會在前額劃十字；聖灰星期三時以棕梠葉灰在前額劃十字；堅振聖事中聖油在前額被使用（稱為傅油）。西元200年前後在迦太基（現今的非洲的突尼西亞），特土良說：“我們基督徒在前額穿戴著十字聖號。”	在四世紀前，十字聖號在前額外加入了在身體上的其他部分。

## 新教觀點
雖然十字聖號追溯到早期基督教會，它仍被一些宗教改革者拒絕，並且不存在於某些新教派中。自從宗教改革它被新教教徒與大公主義的聖公宗低教會普遍拒絕，儘管馬丁路德在公禱書（Book of Common Prayer，與聖公宗公禱書不同）中描述聖號的使用曾表正面的個人觀點，以及聖公宗1604年的教會法中對於十字聖號的保護。

### 聖公宗
聖公會的牧師及侍從在聖餐崇拜中會畫十字聖號，方式是「上下左右中」，即胸前、左肩、右肩，最後再回胸前，通常在唸到「聖父、聖子、聖靈的名」、謝飯祈禱結束和領聖餐時，就會畫十字聖號。部分教友有時會跟着主禮或侍從畫十字聖號。

### 信義宗（路德宗）
在信義宗中這個記號被廣泛留存。例如：《路德小問答》（Luther's Small Catechism）陳述它被期待於晨禱與晚禱前。信義宗原則上不曾拋棄劃記十字聖號，並至少在十九世紀前廣泛留存於崇拜中。十九世紀與二十世紀前葉它被大量地廢棄直到1950和1960年代的禮儀復興運動。之後，十字聖號在信義宗的崇拜當中變得十分常見。十字聖號現在是禮拜中的習慣。當代信義宗的崇拜手冊中的禮儀指示，包括《福音派信義宗崇拜》（Evangelical Lutheran Worship）、《路德會聖詩禮儀書》（Lutheran Service Book）、《信義宗崇拜書》（Lutheran Book of Worship），和《信義宗崇拜》（Lutheran Worship）提供了禮儀中劃記十字聖號的某些時間點，例如在宣告“奉聖父、聖子、聖靈的名。”信義宗中十字聖號的祈禱的使用包含了領聖餐和赦罪時。

### 循道宗
循道宗分化自英国国教会。現在十字聖號在循道宗的禮拜中的使用相對天主教會的彌撒較為少見，但在聖灰星期三它總是會被長老劃記在信徒上。然而，一個循道宗的教徒是否在個人的祈禱中使用聖號是個人自由，而衛理公會的主教鼓勵使用。有些衛理公會也會在領聖餐前後劃記。有些牧師也會在講道後用聖號降福群眾。

## 外部連結
羅馬天主教
- Sign of the Cross(十字聖號)（页面存档备份，存于）（由天主教百科全書進入）
- The Sign of the Cross(十字聖號)（页面存档备份，存于）（一個傳統天主教觀點）
- Significance of the Sign of the Cross(十字聖號的涵義)（页面存档备份，存于）

东正教
- Sign of the Cross(十字聖號)（页面存档备份，存于）（orthodoxwiki.org）
- Why do Orthodox Christians "cross themselves" different than Roman Catholics?(為什麼正教會的基督徒和羅馬天主教徒"劃"得不一樣?)（页面存档备份，存于）
- The Church Council of the Hundred Chapters(1551)（页面存档备份，存于）（Old Believers）
- Sign of the Cross(十字聖號)（Old Believers）

新教
- Why Do Lutherans Make the Sign of the Cross?(為什麼信義宗劃十字聖號?)（页面存档备份，存于）（美國福音派信義會（Evangelical Lutheran Church in America, ELCA）網站）
- Sign of the Cross（页面存档备份，存于）（密蘇里信義宗聯會（Lutheran Church - Missouri Synod）網站）
- Sign of the Cross（美國福音派（Episcopal Church in the United States of America）網站）